# Pablo Manavello
Pablo Manavello, (Treviso, Itàlia, 21 de maig de 1950 - Miami, Florida, Estats Units, 18 de gener de 2016) va ser un cantautor, compositor, arranjador i productor musical italo-veneçolà. El seu nom és conegut en l'esfera musical de Llatinoamèrica i va estar lligat a grans artistes veneçolans i llatinoamericans com Guillermo Dávila, Ricardo Montaner, Frank Quintero, Carlos Mata, Jorge Aguilar, Shakira, Ricky Martin, Vytas Brenner, Soraya, Melissa, Chayanne, Ignacio Peña, Paralamas, Yolandita Monge, Carlos Vives, Jerry Rivera, Marcos Llunas, Olga Tañón, Servando y Florentino, Ilan Chester, Luis Fonsi, Vos Veis, Lorca, Alberto Plaza, Kiara, Mirla Castellanos, entre d'altres. Ha produït més de 50 treballs musicals de diferents artistes, a més de la banda sonora de sis pel·lícules i tres sèries de televisió.

## Biografia
Va començar la seva carrera artística sent un adolescent, participant de la moguda musical de Caracas dels anys 1960. Forma la seva primera banda, anomenada Los Memphis, integrada a més pel també músic veneçolà Charlie Spiteri, on alternaven temes propis i d'altres artistes, amb una clara influència rockera, especialment dels Beatles. Los Memphis llancen el seu primer àlbum en 1967 i un segon en 1969. Posteriorment, es dissolen, després de la qual cosa Manavello va formar una altra banda, anomenada Sangre. Al costat d'aquesta, va editar un àlbum homònim en 1971, canviant el so de "Los Memphis" per un més avantguardista. No obstant això, amb aquesta banda tampoc va arribar més enllà del primer àlbum.
Manavello va entrar llavors a formar part de la banda "Ofrenda" de Vytas Brenner, que té un estil molt més elaborat, en fusionar elements de jazz, rock progressiu i música tradicional veneçolana. Allí, Manavello discorre artísticament tota la dècada dels anys 1970, experimentant un creixement artístic i aprenent conceptes que després li resultarien útils en la seva faceta de productor. En 1977, va col·laborar amb el cantant de música de protesta Juan Michelena en el disc "Dicen que soy..."Plantilla:Ref-requerida. Va llançar la seva carrera com a solista en 1979, amb un àlbum titulat Cosas Sencillas. Els seus primers àlbums estan clarament influenciats per l'estil que venia explorant en els anys 1970. Això va produir que, durant la primera meitat dels anys 80, l'èxit comercial de Manavello li va permetre establir una col·laboració amb altres artistes veneçolans de l'època, convertint-ho en un dels millors productors en Veneçuela. Durant aquesta època, Pablo va obtenir una beca per estudiar música en el Berklee College of Music, d'on es va titular en 1982 com a compositor per a música de pel·lícules.
Va tornar a Veneçuela va veure la possibilitat d'explorar àmbits com la composició i producció musical d'altres artistes, així com de bandes sonores per a pel·lícules i música incidental per a produccions televisives. El seu debut com a compositor i productor va ser en 1986, va treballar en la producció, composició i arranjaments del primer àlbum de Ricardo Montaner, que va aconseguir la categoria multiplatí a Veneçuela. Aquest èxit comercial el va allunyar momentàniament de la seva carrera musical com a intèrpret solista i li va obrir les portes per seguir produint a altres artistes, com Melissa, Kiara, Ilan Chester i Sandino Primera, entre d'altres. Manavello es dedicaria, a més, a la composició de música per a pel·lícules, novel·les i comercials de televisió i -des que es va traslladar als Estats Units en 1994- a la producció i arranjaments d'artistes llatinoamericans com: Carlos Vives, Olga Tañon, Chayanne, Ignacio Peña, Luis Fonsi, Vos Veis, Lorca, Alberto Plaza, entre d'altres.

## Discografia

### En agrupacions
| Any  | Agrupació                  | Àlbum          | Segell discogràfic |
| 1967 | Los Memphis                | Los Memphis    | Polydor            |
| 1969 | Los Memphis                | Memphis Vol. 2 | Souvenir           |
| 1971 | Sangre                     | Sangre         | RCA Victor         |
| 1973 | Ofrenda (de Vytas Brenner) | La Ofrenda     | Suramericana       |
| 1974 | Ofrenda (de Vytas Brenner) | Hermanos       | Suramericana       |
| 1975 | Ofrenda (de Vytas Brenner) | Jayeche        | Discomoda          |
| 1977 | Ofrenda (de Vytas Brenner) | En Vivo!       | Discomoda          |
| 1978 | Ofrenda (de Vytas Brenner) | Ofrenda        | Discomoda          |

### Com a solista
| Any  | Àlbum                   | Segell discogràfic            |
| 1979 | Cosas Sencillas         | Color/ Corporación Los Ruices |
| 1980 | Un Día de Otoño         | Polydor                       |
| 1981 | Mi Fantasía             | Polydor                       |
| 1982 | Una Mirada hacia Dentro | Polydor                       |
| 1985 | Gota de Fuego           | Sonorodven                    |
| 1989 | En Concreto             | Sonorodven                    |

### Com a músic convidat
| Any  | Artista               | Àlbum                   | Segell discogràfic     |
| 1977 | Juan Michelena        | Dicen que soy           | Discos Top Hits        |
| 1980 | Frank Quintero        | De Noche y Con Poca Luz | CBS-Columbia           |
| 1983 | Jorge Aguilar         | Aguilar                 | Sonorodven             |
| 1984 | Frank Quintero        | A Través de Mis Ojos    | Sonorodven             |
| 1984 | Melissa               | Melissa II              | Sonorodven             |
| 1985 | Jorge Aguilar         | Siempre Juntos          | Sonorodven             |
| 1987 | Ricardo Montaner      | Ricardo Montaner        | Sonorodven             |
| 1987 | Melissa               | Noche Sin Fin           | Sonorodven             |
| 1988 | Kiara                 | Kiara                   | Sonorodven             |
| 1988 | Ricardo Montaner      | Ricardo Montaner 2      | Sonorodven             |
| 1990 | Ricardo Montaner      | Un Toque de Misterio    | Sonorodven             |
| 1990 | Kiara                 | Buscando Pelea          | Sonorodven             |
| 1992 | Ilan Chester          | Un Mundo Mejor          | Sonográfica/Sony Music |
| 1994 | Ricardo Montaner      | Una Mañana y Un Camino  | EMI                    |
| 1994 | Vytas Brenner         | Lo Máximo de Vytas      | Discomoda              |
| 1999 | Servando i Florentino | Muchacho Solitario      | Hecho A Mano           |
| 1999 | Sandino               | El Enamora'o            | Hecho A Mano           |